# Ophisops jerdonii
Ophisops jerdonii är en ödleart som beskrevs av  Edward Blyth 1853. Ophisops jerdonii ingår i släktet ormögonödlor och familjen lacertider. IUCN kategoriserar arten globalt som livskraftig. Inga underarter finns listade i Catalogue of Life.
Arten förekommer i Afghanistan, Pakistan och Indien. Den lever i klippiga områden som är täckta av öppna skogar. Dessutom besöks fuktiga gräsmarker och trädgårdar.
Individerna är aktiva på dagen och gräver ofta i det översta jordlagret. Honor lägger från mars till augusti 2 till 7 ägg per tillfälle som kläcks mellan juli och november.